# Иванов, Иван Александрович (футболист)
Иван Александрович Иванов (19 августа 1984) — украинский футболист, полузащитник.

## Игровая карьера
Воспитанник мариупольской ДЮСШ. После завершения обучения заключил контракт с «Металлургом». В команде, вскоре сменившей название на «Ильичёвец», провёл 7 лет. За это время сыграл 80 матчей за вторую клубную команду и 76 — за дубль. Единственный матч в высшей лиге провёл 19 июня 2004 года против «Таврии». Иван вышел на поле на 75 минуте, заменив Алексея Городова.
С 2007 года играл в командах низших дивизионов «Феникс-Ильичёвец», «Еднисть» и «Николаев». С николаевской командой становился победителем турнира второй лиги 2010/11.